# Битва при Вюрцбурге (1945)
Битва при Вюрцбурге происходила с 31 марта по 6 апреля 1945 года между войсками Нацистской Германии и США недалеко от Вюрцбурга и закончилась захватом Верхней Франконии 42-й пехотной дивизией.

## Битва

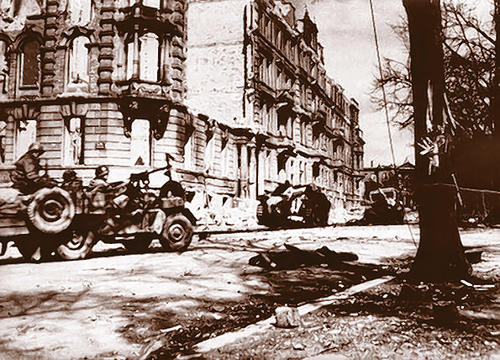
Ввод американских войск в Вюрцбург в начале апреля 1945 года

Оборона Вюрцбурга под руководством Отто Хельмута и военного руководства вермахта полковника Рихарда Вольфа представляла собой первое серьёзное сопротивление американской дивизии после форсирования Рейна из-за приказа Гитлера оказать ожесточённое сопротивление. После того, как Хеттштадт к северо-западу от Вюрцбурга пал перед американскими войсками, немецкие войска были вынуждены отступить на правый берег реки Майн, поскольку подкрепление не прибыло, как они ожидали.
Американские артиллерийские орудия заняли позиции на высотах Николаусберг и Катценберг для обстрела города, а немецкая артиллерия заняла позиции на правом берегу реки Майн в Кисберге. В понедельник немецкой артиллерией около 11:30 был взорван Людвигсбрюке, около 16:45 — Альте-Майнбрюке, а около 17:15 — Луитпольдбрюке (ныне Фриденсбрюке), сделав все три главных моста в Вюрцбурге непроходимыми для американских войск.
Ночью во вторник несколько солдат в районе Людвигсбрюке переправились через реку Майн на лёгких лодках без какого-либо значительного сопротивления, а на следующий день там был возведён и расширен плацдарм. Хотя в конечном итоге передвижения войск попали под огонь снайперов, размещённых в домах Рихардом Вольфом. Ниже по течению (севернее) Старого Главного моста 3 апреля один из пионеров построил понтонный мост для переброски легковой техники и пехоты на правый берег реки Майн.
Самый тяжелый уличный бой произошёл в среду и четверг в центре города, который лежал в руинах из-за бомбардировок союзников над Вюрцбургом. Попытка немецкой контратаки в направлении трёх главных мостов провалилась из-за отсутствия вооружения, и Вюрцбург пал перед американскими войсками.
В пятницу, 6 апреля 1945 года, последние немецкие части, сражавшиеся во внешних округах, пали, и сопротивление прекратилось, что ознаменовало окончание битвы.